# Sam Douglas
Sam Douglas, nome completo Douglas Samuel Waters (Banbury, 17 giugno 1957), è un attore inglese naturalizzato statunitense.
È conosciuto soprattutto per il motion capture del personaggio che interpreta il ruolo del detective privato "Scott Shelby" nel videogioco Heavy Rain per PlayStation 3, ed ha avuto diversi altri ruoli minori in vari film, serie televisive e pubblicità. Alcune sue apparizioni come comparsa sono in film come "Il quinto elemento" e "Derailed - Attrazione letale".

## Filmografia

### Cinema
- Il filo del rasoio (The Razor's Edge), regia di John Byrum (1984)
- Il giustiziere della notte 3 (Death Wish 3), regia di Michael Winner (1985)
- Quarto protocollo (The Fourth Protocol), regia di John Mackenzie (1987)
- La sarta (The Dressmaker), regia di Jim O'Brien (1988)
- Batman, regia di Tim Burton (1989)
- Hackers, regia di Iain Softley (1995)
- Mission: Impossible, regia di Brian De Palma (1996)
- Il quinto elemento (Le Cinquième élément), regia di Luc Besson (1997)
- Eyes Wide Shut, regia di Stanley Kubrick (1999)
- Agente Cody Banks 2 - Destinazione Londra (Agent Cody Banks 2: Destination London), regia di Kevin Allen (2004)
- Derailed - Attrazione letale (Derailed), regia di Mikael Håfström (2005), doppiato in italiano da Gerolamo Alchieri[2]
- Profumo - Storia di un assassino (Perfume: the Story of a Murderer), regia di Tom Tykwer (2006)
- Star System - Se non ci sei non esisti (How to Lose Friends & Alienate People), regia di Robert B. Weide (2008)
- Franklyn, regia di Gerald McMorrow (2008)
- Colombiana, regia di Olivier Megaton (2011)
- Cleanskin, regia di Hadi Hajaig (2012)
- Non aprite quella porta (Texas Chainsaw Massacre), regia di David Blue Garcia (2022)

### Televisione
- Highlander - serie TV, episodio 6x9 (1998)

### Doppiatore
- Scott Shelby in Heavy Rain (2010), doppiato in italiano da Gianni Gaude[3]

## Videogiochi
- Heavy Rain (2010) - Scott Shelby (motion capture)
- As Dusk Falls (2022) - Bear Holt

## Doppiatori italiani
- Raffaele Fallica in As Dusk Falls[4]